# إريك جريندل
إريك جريندل (بالسلوفاكية: Erik Grendel)‏ هو لاعب كرة قدم سلوفاكي في مركز الوسط، ولد في 13 أكتوبر 1988 في براتيسلافا في سلوفاكيا. شارك مع منتخب سلوفاكيا تحت 21 سنة لكرة القدم. أما مع النوادي، فقد لعب مع غورنيك زابجه ونادي سلوفان براتيسلافا.

## وصلات خارجية
- إريك جريندل على موقع الاتحاد الأوربي (الإنجليزية)
- إريك جريندل على موقع قاعدة بيانات كرة القدم.إي يو (الإنجليزية)
- إريك جريندل على موقع Soccerway.com (الإنجليزية)
- إريك جريندل على موقع AS.com (الإسبانية)